# 电影审查制度
电影审查制度是指由政府主管部门对电影作品的准入资格进行认定的审查制度。审查主要针对影片内容。不同国家、不同時代，电影审查制度也不同。各国电影审查制度主要關注電影內的性行为、暴力行为和政治内容。一些國家的電影內如果有性行为、暴力行为以及令當局不滿的政治內容，可能會受到當局限制。

## 评级系统
电影分级制度的目的是对电影进行分级，以确定其是否适合观众观看，如性交、暴力、药物滥用、亵渎、淫秽或其他类型的淫秽内容。发布的特定分级可称为认证、分级、证书。

## 按国家或地区

### 中国
中华人民共和国国家新闻出版广电总局（SAPPRFT）以《电影管理条例》为条例进行审查，由其决定电影是否上映、何时上映以及如何上映。《电影管理条例》于2001年12月12日中华人民共和国国务院第50次常务会议中通过，自2002年2月1日起施行。2018 年，原国家新闻出版广电总局的新闻出版管理职责和电影管理职责划入中国共产党中央委员会宣传部。

### 澳大利亚
澳大利亚分级委员会（ACB）的前身是OFLC澳大利亚电影、文学分级办公室，以《1995 年联邦电影分级法》作为国内大部分审查制度的指南；不过，各州和地区可自由制定补充立法（参见澳大利亚的审查制度）。考虑到澳大利亚的历史和对某些电影的大量 "拒绝分级"（在其他国家相当于禁映），许多人认为澳大利亚是所有西方民主国家中对电影分级限制最严格的国家，尽管多年来限制已经有所放松。

### 巴西

##### 独裁统治期间（1964-1988 年）
在 1964 年至 1988 年的巴西独裁统治期间，根据 1968 年颁布的第 5536 号《巴西联邦法》，多部影片被禁。
在这数年时间里，进行着一个以查找独裁统治期间所有电影审查文件并出版为目的的项目。2005 年，"巴西电影审查记忆 "项目发布了六千份文件，涉及独裁统治期间被禁的 175 部电影。最后，他们于 2007 年公布了当时被禁的最后 269 部电影的文件。

##### 民主化后（1988-）
- 1993 年：超越公民凯恩（Beyond Citizen Kane）：

"2009 年 8 月 20 日，《圣保罗页报》报道，Rede Record 以不到 2 万美元的价格从埃利斯手中买下了这部纪录片的播放权。
"2011 年 2 月 14 日，《巴西日报》报道，Rede Record 将于 2011 年播出这部纪录片，具体播出日期待定"
- 1976: 迪-卡瓦尔坎蒂（Di Cavalcanti）:

这部关于迪-卡瓦尔坎蒂的影片（短片）因迪-卡瓦尔坎蒂的女儿伊丽莎白在 1979 年提起的诉讼而被禁。影片记录了巴西画家迪-卡瓦尔坎蒂的守灵和葬礼。应其女儿伊丽莎白（Elizabeth）的要求，出于宗教观念相关的情感原因，司法部于 1979 年发布了初步的禁令，自 1983 年起，该影片被禁止放映。1985 年，费利佩-法尔孔（Felipe Falcon）律师提出诉讼，要求修改判决，认为国家以文化为由禁止这部电影，有损迪和格劳伯的继承人的利益。然而，由于看不到任何解决方案，《迪-格劳伯》只能被封存在盒子里。2004: 尽管如此，格劳伯-罗查的侄子若昂-罗查（João Rocha，《Thuth Profane》的导演）还是在巴西以外的视频提供商那提供了一份电影副本。互联网用户可以免费下载这部电影，由此证明在数字互联网时代审查电影是毫无用处的。

### 加拿大
目前，加拿大各省只禁止包含违禁内容（如儿童色情）或法庭裁定下（如诽谤或盗版）的电影。

### 智利
1974 年，在奥古斯托·皮诺切特将军独裁统治期间（1973-1990 年），电影审查法令允许禁止电影。在智利实行电影审查制度的年代里，有 1092 部电影被禁。1996年11月，在联合国际影业要求对《基督的最后诱惑》进行评级后，智利的电影审查制度才发生了重大变化，允许18岁以上观众观看该片。然而，一个极端保守的宗教团体申请禁令，要求推翻这一决定。1997年6月，最高法院禁映了这部影片。1997年9月，一个公民自由组织将此案提交给美洲人权委员会。  2001年2月，美洲人权法院裁定智利违反了《美洲人权公约》，应解除对电影的禁令并修改其立法以遵守该公约。 2001 年 8 月，宪法改革取消了电影审查制度，这部电影在影音商店上架。 2003年1月，新的电影分级法颁布，该片被授予“18岁以上”分级。 这部电影于2003年3月13日在圣地亚哥的一家剧院首映。

### 德国

##### 战前和第一次世界大战期间
1906 年，出现了第一部讨论电影和媒体审查的法律。由于先前已经存在有关媒体审查的法律，所以此举遭到了抵制。高级法院认为电影审查并不违法，但没有对德国的个别地区提供指导，造成了各省之间的差异。

##### 第一次世界大战后
在德国，电影审查制度于 1918 年被废除。 然而，1920 年的电影法 (Lichtspielgesetz) 然而，1920年的《电影法》（Lichtspielgesetz）设立了电影审查委员会，用于审查可能对德国在国际上形象造成负面影响的电影。

### 印度
在印度，电影由中央电影认证委员会 (CBFC)进行审查，该委员会是印度政府信息和广播部下属的法定审查和分类机构。电影必须通过该委员会的认证才能在印度公开上映，包括在电视上播放的电影。由于其严格的运作方式， CBFC被认为是世界上最强大的审查委员会之一。

### 伊朗
在伊朗，任何描绘被认为违背伊斯兰精神的电影在伊朗都被禁止放映。

### 爱尔兰
爱尔兰的电影审查制度始于 1923 年出台的《电影审查法》。 随之该法案设立了电影审查办公室。 然后该办公室于 2008 年被取代并更名为爱尔兰电影分级办公室。

### 以色列
从 1956 年到 1967 年，所有德国电影都被以色列政府禁映.

### 日本
查看日本电影和日本审查制度(日本における検閲)

### 科威特
在科威特，信息部负责审查电影。该部门可以删减任何他们认为不合适的场景。任何与政治、性、宗教或极端暴力有关的电影都可能受到审查。

### 巴基斯坦
在巴基斯坦制宪会议当中颁布第 18 次宪法修正案后，信德省和旁遮普省分别成立了自己的电影审查委员会，即旁遮普省电影审查委员会和信德省电影审查委员会，巴基斯坦电影审查委员会由主席哈立德·本·沙欣先生担任。阿迪尔·艾哈迈德 (Adil Ahmed) 担任信德省电影审查委员会秘书。

### 南非
在种族隔离制度期间，描写异族情侣的电影会遭到禁止或内容审查，列如007系列的电影《007之生死关头》和《007之雷霆杀机》中就有爱情镜头，但也遭到南非政府的审查。

### 韩国
近年來，性交畫面已成為製片公司與映像物等级委员会的爭議焦點。按規定電影不得暴露陰毛或生殖器官（除非相關畫面經過打碼）。在極少數情況下，強烈暴力，粗口或部分毒品使用描繪亦可能是一個問題。南韓按照相关规定将電影分為五級： G（全年齡），PG-12（12歲以上），PG-15（15歲以上），R-18（18歲以上）和R（受限）。被预分级的第一部电影是《黄头发》 。这部电影的预订率很高，亦使观众客似云来。这部电影在经过裁剪和技术处理后在1999年初被拒绝分级，随后在上诉后被评为18+。电影《谎言》的制片公司向宪法法院告发KMRB，原告认为该分级结果违宪。它们从预分级更改为限级。由于KMRB对R级电影的严格限制，所以它与预分级没有区别。电影公司亦因为这些限制而倒闭。因此，获得R评级的电影基本无法在影院观赏。《看见恶魔》在删剪90秒的镜头后才得以在电影院公映。
除此之外，在《國家保安法》下，含有同情、稱讚朝鲜民主主义人民共和国内容的电影也难以在韩国上映。中国大陆电影《金刚川》原计划2021年9月在韩国网络上映，但因为韓國社會各界存在的反對聲音與質疑，片商最终主动撤回了《金刚川》在韩国的上映申请。基于同样的原因《长津湖》的上映計劃也被韓國电影公司取消，并为此向韩国国民道歉。
2019年7月26日，由於日韓關係惡化，以及受到抵制日貨的影響，日本電影也難以在韓國上映，例如《哆啦A夢：大雄的月球探測記》和《天氣之子》。

### 英国
臭名昭著的肮脏视频(video nasty)列表于 1982 年创建，旨在防止淫秽内容。该名单上的电影被禁，该电影的发行商可能会受到起诉（有些电影在名单制定之前就被禁了）。这份名单在 20 世纪 80 年代中期,一度禁止了 74 部电影；最终名单被缩减，只有 39 部影片被成功起诉。大多数电影（包括其中39部成功起诉的电影）现在已经得到了英国电影分类委员会的批准，无论是删减版还是未删减版。

### 美国
美国没有负责允许或限制电影放映的联邦机构。大多数被禁止的电影是通过市或州政府的法令或公告进行公示的。有些电影被司法认定具有淫秽性质，从而受到此类（列如：儿童色情）的具体法律的约束。此类裁定通常只在作出此类裁决的法院辖区内具有法律约束力。
20 世纪 20 年代末，成熟的美国电影行业开始了一种名为《电影制作守则》 的自我审查，以防止任何可能成立的联邦审查机构。1968 年，《电影制作守则》  被美国电影协会的电影分级制度所取代。该分级制度分为五个类别，每个类别都有各自的定义。它们分别是 G 级（普通观众；所有年龄段均可观看）、PG 级（建议家长指导；某些内容可能不适合儿童观看）、PG-13 级（家长强烈建议；某些内容可能不适合 13 岁以下儿童观看）、R 级（限制级；17 岁以下儿童需要家长或成年监护人陪同观看）和 NC-17 级（17 岁以下儿童不得观看）。 除提供电影分级外，美国电影协会还游说国会，帮助在国际上推广美国电影业，并保护版权。

## 简史
电影审查，即对电影内容和呈现形式的管控，几乎从电影产业诞生之初就一直存在。当今社会的社会人士继续扩大第一修正案对电影产业的权利，使艺术作品受到一定限制。事实上，英国于1912年建立了电影审查制度，而美国则在十年后跟进。早期对电影产业进行审查的其他努力包括1922年的《海斯法典》和1930年的《电影制作守则》。